# Hylaeus globula
Hylaeus globula är en biart som först beskrevs av Joseph Vachal 1903.  Hylaeus globula ingår i släktet citronbin, och familjen korttungebin. Inga underarter finns listade i Catalogue of Life.